# Ornithoboea feddei
Ornithoboea feddei är en tvåhjärtbladig växtart som först beskrevs av Augustin Abel Hector Léveillé, och fick sitt nu gällande namn av Brian Laurence Burtt. Ornithoboea feddei ingår i släktet Ornithoboea och familjen Gesneriaceae. Inga underarter finns listade i Catalogue of Life.